# Louis Gossett Jr.
Louis Gossett, Jr., född 27 maj 1936 i Coney Island i Brooklyn, New York, död 29 mars 2024 i Santa Monica, Los Angeles, Kalifornien, var en amerikansk skådespelare.
Han erhöll på Oscarsgalan 1983 en Oscar-statyett för bästa manliga biroll för sin roll som Gunnery Sergeant Emil Foley i långfilmen En officer och gentleman från 1982.
Gossett gjorde också rösten till Vortigaunt i datorspelet Half-Life 2. Han återkom dock inte som röst till samma karaktär i spelets uppföljare, Half-Life 2: Episode Two.

## Filmografi i urval
- 1961 – En fläck i solen
- 1971 – Bröderna Cartwright (TV-serie) (1 avsnitt)
- 1973 – Den skrattande polisen
- 1977 – Rötter (TV-serie)
- 1977 – Djupet
- 1982 – En officer och gentleman
- 1983 – Hajen 3-D
- 1986 – Iron Eagle
- 1988 – Iron Eagle II
- 1989 – The Punisher
- 1991 – Toy Soldiers
- 1992 – Aces: Iron Eagle III
- 1993 – Return to Lonesome Dove (TV-serie)
- 1994 – Småstadsliv (TV-serie) (1 avsnitt)
- 1995 – Den förlorade sonen
- 1998 – Dödlig post
- 2004 – Half-Life 2 (röst i datorspel)
- 2005 – Stargate SG-1 (TV-serie) (5 avsnitt)
- 2006 – Family Guy (TV-serie) (1 avsnitt)
- 2009 – Cityakuten (TV-serie) (1 avsnitt)
- 2013 – Boardwalk Empire (TV-serie) (1 avsnitt)
- 2023 – Purpurfärgen

## Priser och utmärkelser
- Primetime Emmy Award för bästa manliga gästskådespelare i en dramaserie, för Rötter,  1977
- Golden Globe Award för bästa manliga biroll i en film, för En officer och en gentleman,  1982
- NAACP Image Award för bästa manliga huvudroll i en långfilm, för En officer och en gentleman,  1982
- Oscar för bästa manliga biroll, för En officer och en gentleman,  11 april 1983[4]
- Golden Globe Award för bästa manliga biroll – TV-serie, miniserie eller TV-film, för Historien om Josephine Baker,  1991
- NAACP Image Award för framstående biroll i en dramaserie, för Touched by an Angel,  1998
- Stjärna på Hollywood Walk of Fame
- Mary Pickford Award

[Redigera Wikidata]